# Luzula calabra
Luzula calabra là một loài thực vật có hoa trong họ Juncaceae. Loài này được Ten. mô tả khoa học đầu tiên năm 1829.